# Эйартц, Леопольд
Леопо́льд Эйа́ртц (фр. Léopold Eyharts) — французский астронавт-исследователь CNES. Совершил два космических полёта общей продолжительностью 68 суток 21 часов 29 минуты 26 секунд.

## Биография
Леопольд Эйартц родился 28 апреля 1957 года в Биаррице, Аквитания. В 1980 году окончил Академию ВВС Франции (в 1979 году получил диплом инженера в Салон-де-Прованс, а в 1980 году — диплом лётчика-истребителя в Туре).
С 1980 года служит сначала командиром патруля на самолётах «Jaguar A» в 7-й дивизии, расположенной в Истре, а в 1985 году становится командиром эскадрильи, расположенной в Сен-Дизье. Участвует в операциях в Африке и в учениях в США.
В 1988 году Эйартц окончил школу лётчиков-испытателей (фр. École des Équipages d'Essais — EPNER) в Истре, и до 1990 года служил лётчиком-испытателем Центра испытательных полетов в Бретиньи-сюр-Орж (фр. Bretigny-sur-Orge), под Парижем. В 1990 году назначается главным лётчиком-испытателем. Общий налёт на более чем 50 модификациях самолётов составил около 3500 часов, 21 прыжок с парашютом, один из них с катапультированием.
В 1992 году Эйартц был назначен ответственным за программу Caravelle Zero-G (полёты по параболической траектории на невесомость) в качестве лётчика-испытателя и инженера ЕКА. Проводил также квалификационные полёты на самолете Airbus A300, который заменил устаревшую Caravelle.

## CNES
В 1985 году Леопольд Эйартц принимал участие во втором наборе астронавтов CNES-2, но не был зачислен.
В декабре 1990 года Эйартц зачислен в 3-ю группу космонавтов CNES в качестве пилота МТКК «Гермес».
Во время начавшегося в 1990 году набора второго отряда астронавтов ЕКА был одним из 6 кандидатов от Франции, прошедших первичный медицинский отбор. Однако в отряд ЕКА зачислен не был.
В 1991 и 1993 годах Эейартц прошёл две кратковременные тренировки в ЦПК им. Гагарина, где участвовал в тренировках по программе создания российского шаттла «Буран», совершая полёты на лётных симуляторах шаттла (Ту-154 и МиГ-25). В 1993 году проходил тренировки на выживание в Подмосковье по программе ЦПК.
11 июля 1994 года Эйартц был объявлен дублёром французского космонавта-исследователя для полета по программе «Кассиопея». В январе 1995 года начал подготовку в ЦПК имени Ю. А. Гагарина в составе группы. С декабря 1995 года по июль 1996 года Эйартц проходил подготовку в составе второго экипажа вместе с В. Корзуном и А. Калери в качестве космонавта-исследователя на КК «Союз ТМ-24». И 12 августа 1996 года, решением ГМВК, Леопольд Эйартц был утверждён космонавтом-исследователем в резерве экипажа.
Позднее Эйартц был утверждён космонавтом-исследователем основного экипажа по французской программе во время ЭО-24 вместе с Ю. Гидзенко и П. Виноградовым.

## Первый полёт
С 29 января по 19 февраля 1998 года Эйартц совершил свой первый полёт в качестве космонавта-исследователя по программе «Пегас» на корабле «Союз ТМ-27», вместе с Талгатом Мусабаевым и Николаем Будариным. В соответствии с программой полета 31 января корабль состыковался со станцией «Мир», где в это время работал экипаж 24-й ЭО (Анатолий Соловьёв и Павел Виноградов), вместе с которым Эйартц и вернулся на Землю (на КК «Союз ТМ-26», также в качестве космонавта-исследователя).
Продолжительность полёта составила 20 суток 16 часов 35 минут 48 секунд.

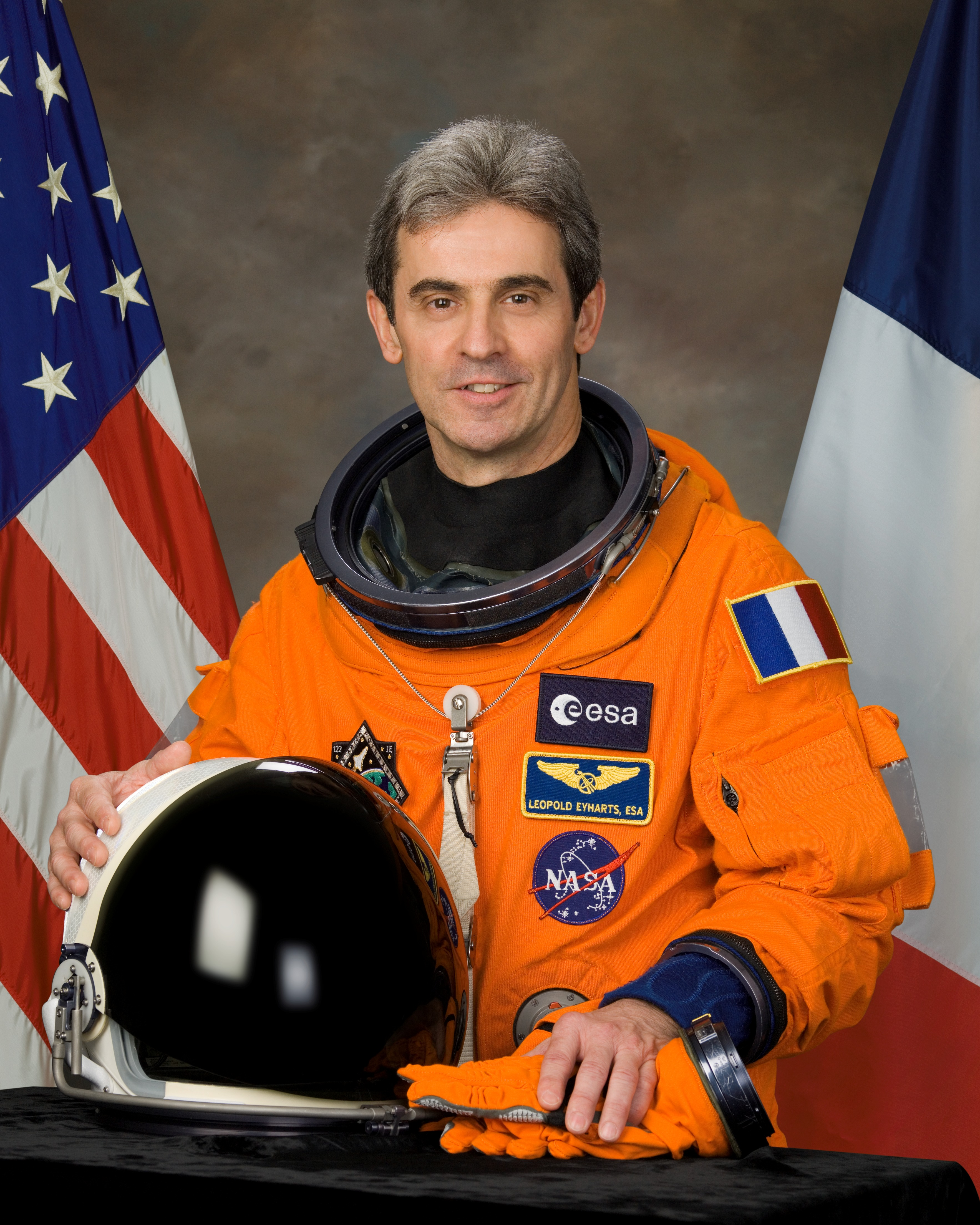
Официальный портрет NASA, Леопольд Эйартц (STS-122).

## Подготовка
В мае 1998 года Леопольд Эйартц начал проходить медицинское обследование в Институте медико-биологических проблем (ИМБП) как резервный дублер Жан-Пьера Эньере на полёт по программе Perseus (в случае отстранения от подготовки Клоди Эньере, родившей дочь в феврале месяце).
В августе 1998 года Эейартц вошёл в отряд астронавтов ЕКА. В том же году Леопольд начал тренировки в Космическом центре им. Джонсона (англ. Johnson Space Center) в Хьюстоне, где получил квалификацию «специалист полёта». Эйартц тренировался по программе полёта на станцию МКС.
В апреле 2005 года Леопольд Эйартц был назначен дублёром Томаса Райтера, который должен был выполнить длительный полёт вместе с экипажем МКС в 2005 году (позднее полёт был перенесен на сентябрь 2006 года).
В августе 2006 года совместным решением Роскосмоса и NASA Леопольд Эйартц был в предварительном порядке включён в состав экипажа МКС-16 (старт на STS-122, посадка на STS-123). 13 февраля 2007 года назначение было утверждено NASA. В том же году Эйартц становится бригадным генералом.

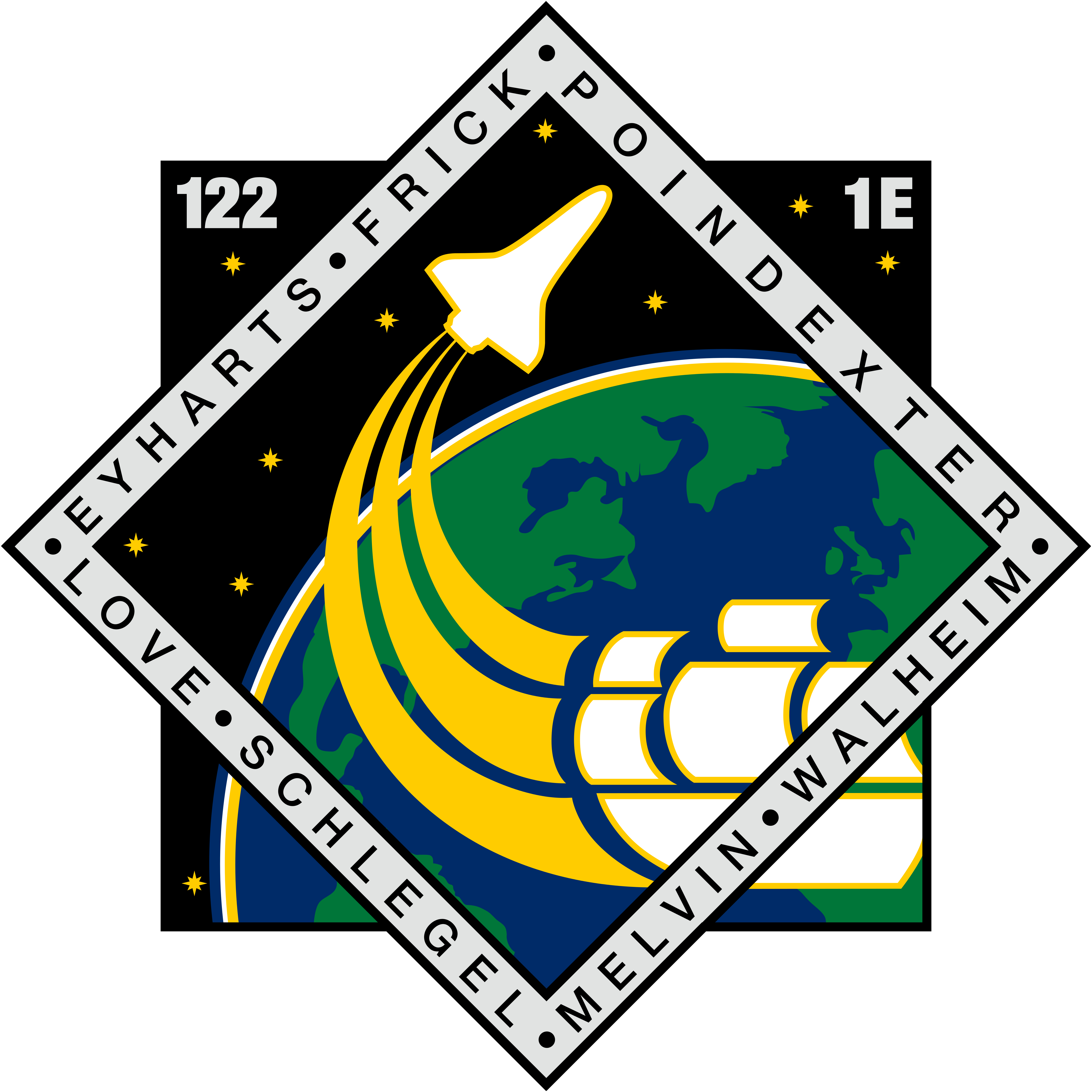
Эйартц на эмблеме экспедиции STS-122.

## Второй полёт
Второй полёт Эйартца начался 7 февраля 2008 года в 19:45:30 UTC. Леопольд совершил его в качестве специалиста полёта — 5 шаттла «Атлантис» STS-122. После прибытия на станцию (стыковка шаттла с МКС была произведена 9 февраля) Эйартц сменил в основном экипаже 16-й экспедиции астронавта Дэниела Тани (NASA).
После прибытия 13 марта 2008 года на борт МКС экипажа шаттла «Индевор» STS-123, 15 марта 2008 года Эйартц сложил полномочия бортинженера экипажа МКС-16, официально передав свои функции Гаррету Рейсману. И 25 марта 2008 года в 00:25 UTC шаттл отстыковался от МКС.
Посадка была произведена 27 марта в 00:39 UTC на космодроме мыса Канаверал.
Продолжительность второго полёта Леопольда Эйартца составила 48 суток 04 часа 53 минуты 38 секунд.
Статистика
| # | Стартовый корабль | Старт, UTC        | Экспедиция      | Корабль посадки | Посадка, UTC      | Налёт                      | Выходы в открытый космос | Время в открытом космосе |
| - | ----------------- | ----------------- | --------------- | --------------- | ----------------- | -------------------------- | ------------------------ | ------------------------ |
| 1 | Союз ТМ-27        | 29.01.1998, 16:33 | Мир (24)        | Союз ТМ-26      | 19.02.1998, 09:09 | 20 суток 16 часов 35 минут | 0                        | 0                        |
| 2 | Атлантис STS-122  | 07.02.2008, 19:45 | STS-122, МКС-22 | Индевор STS-123 | 27.03.2008, 00:39 | 48 суток 04 часа 53 минуты | 0                        | 0                        |
|   |                   |                   |                 |                 |                   | 68 суток 21 час 28 минут   | 0                        | 0                        |

## Награды
- Офицер ордена Почётного легиона.
- Кавалер национального ордена «За заслуги».
- Медаль заморского департамента.
- Серебряная медаль национальной обороны.
- Орден Мужества (14 ноября 1998 года, Россия) — за мужество, высокое профессиональное мастерство, проявленные в ходе космического полёта на орбитальном научно-исследовательском комплексе «Мир»[5]
- Орден Дружбы (16 октября 1996 года, Россия) — за активное участие в работе по обеспечению космического полёта международного экипажа на орбитальном научно-исследовательском комплексе «Мир»[6]
- Медаль «За заслуги в освоении космоса» (12 апреля 2011 года, Россия) — за большой вклад в развитие международного сотрудничества в области пилотируемой космонавтики[7]
- Орден «Достык» (11 ноября 1998 года, Казахстан) — за большие заслуги в освоении космического пространства, успешное выполнение международных и казахстанской программ полёта на орбитальном комплексе «Мир», проявленные при этом мужество и отвагу[8]

## Личные данные
Эйартц женат, супруга — Доминик Фоссей. Имеет одного ребёнка.
Увлечения: бег трусцой, катание на горных велосипедах, теннис, чтение и работа с компьютерами. Радиолюбитель с позывным FX0STD.